# Topologisch tensorproduct
In de functionaalanalyse, een deelgebied van de wiskunde, zijn er meestal verschillende manieren om een topologisch tensorproduct van twee topologische vectorruimten te construeren. Voor hilbertruimten of nucleaire ruimten is er een enkelvoudige zich goed gedragende theorie van tensorproducten. Voor banachruimten van lokaal convexe topologische vectorruimten ligt de situatie ingewikkelder.